# Charles Bontemps (ingénieur)
Pour les articles homonymes, voir Charles Bontemps et Bontemps.

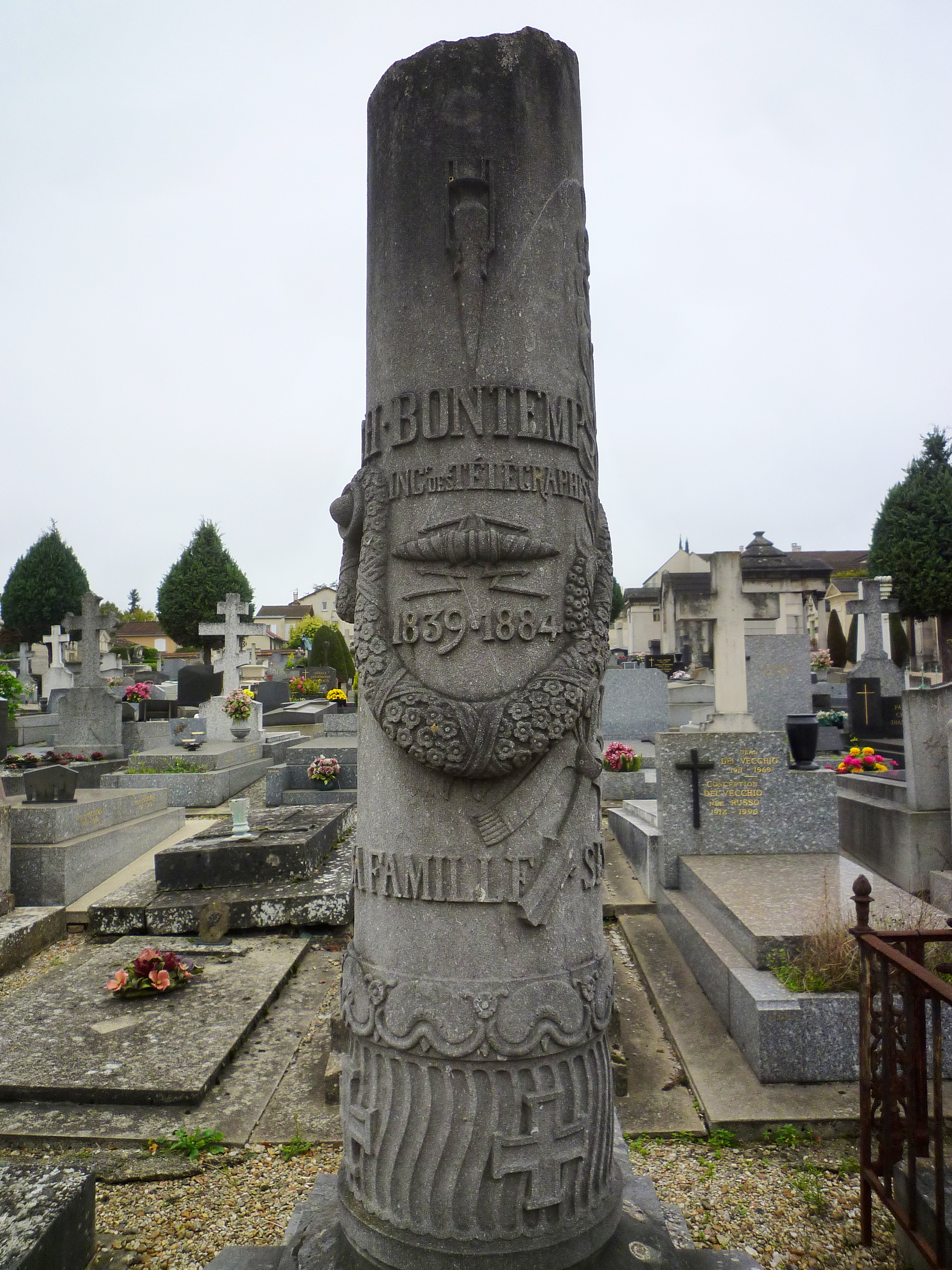
Tombe de Charles Bontemps au cimetière des Longs Réages à Meudon (Hauts-de-Seine).

Charles Bontemps, né le 3 mars 1839 à Belfort et mort le 6 mai 1884 à Meudon, est un ingénieur français.

## Biographie
Sorti en 1860 de Polytechnique en tant qu'ingénieur des télégraphes, il devient rapidement directeur de plusieurs stations télégraphiques et publie en 1863 une étude des genres d'écriture télégraphique.
De 1867 à sa mort il collabore activement à la création du réseau pneumatique de Paris.
En dehors de son travail d'ingénieur il participe activement à plusieurs journaux de vulgarisation scientifique comme La Nature, La Lumière Électrique ou L'Électricien et publie même en 1876 Les systèmes télégraphiques aériens, électriques, pneumatiques.
Il est enterré au cimetière des Longs Réages à Meudon.

## Ouvrages
- Les systèmes télégraphiques aériens, électriques, pneumatiques, Paris, 1876.

## Source
- Balteau J. et Prevost M., Dictionnaire de biographie française, Paris, Letouzey et Ané, 2007.